# 楚烏薩戰役
楚烏薩戰役，是蒙兀兒帝國皇帝胡馬雍和阿富汗苏尔王朝的建立者舍爾沙的戰役。
它發生在1539年6月26日，在現在比哈爾邦布克萨尔以南的楚烏薩，蒙兀兒帝國的40000人軍隊被蘇爾帝國的15000人打敗，蘇爾帝國獲決定性勝利，蒙兀兒人被逐出印度(其中約8000人淹死在恆河中。舍爾沙佔領了莫卧兒營地以及他們的大炮和後宮。舍爾沙善待後宮的女士們，並安排她們安全返回胡馬雍處)。